# Бреннике, Надежда
Надежда Бреннике (род. 21 апреля 1973, Фрайбург-им-Брайсгау; также известная как Надя Тереза Бреннике) — немецкая актриса, певица и писательница.

## Биография
Бреннике — приёмная дочь телевизионного и закадрового актёра Майкла Бреннике, а её мать — арт-дилер. Она провела своё детство в Мюнхене. Когда ей было 15 лет, она ушла из гимназии в десятом классе и переехала из дома родителей в надежде стать актрисой.
С 1989 по 1991 год Бреннике посещала Zinner Studio (сегодня Международная школа актёрского мастерства и актёрского мастерства). В 1992 году она сформировала поющий дуэт Charade с Дженнифер Бетчер, которую продюсировали Стефан Заунер и Арон Штробель из группы Münchener Freiheit . Синглы « Все вы» и «Цвет ваших глаз» достигли 67 и 60 немецких чартов.
В старших классах театрального училища Бреннике получила главную роль Тины в немецкой кинокомедии Manta — Der Film. Другие выступления для телевизионных постановок последовали. Она получила больше признания за роль исследователя Тессы Норман в сериале «Улицы Берлина».
Она поёт и сочиняет свои собственные песни; она пела среди прочих артистов в эпизоде «Телефон полиции — 110» Silicone Walli и в фильме «Антитела».

## Личная жизнь
У Бреннике есть один сын Никита, родившийся в 1997 году, которого она воспитала как мать-одиночка. Она живёт на ферме в Бранденбурге, где разводит чистокровных арабских лошадей, восточных кошек и немецких догов.
Она состояла в течение двух лет в отношениях с вьетнамским оператором The Chau Ngo. В 2014 году они расстались.

## Фильмография

### Фильм
- 1991: Manta – Der Film
- 1996: Workaholic
- 1999: Curiosity & the Cat
- 2000: Kanak Attack
- 2001: Planet Alex
- 2002: Tattoo
- 2004: Basta – Rotwein oder Totsein
- 2005: Die Bluthochzeit
- 2005: Antikörper
- 2006: Kahlschlag
- 2008: Unschuld
- 2013: Dampfnudelblues
- 2013: Banklady
- 2015: Бог счастья — Мия

### Телевидение
- 1995: Комиссар Рекс — Анна

## Награды
- 2001: Адольф-Гримм-Прейс, приз зрительских симпатий от Marler Gruppe за роль Анны Шнайдер в Das Phantom
- 2013: Серебряный Хьюго за лучшую женскую роль Чикагского международного кинофестиваля за роль Гизелы Верлер в Banklady
- 2014: Номинация на лучшую немецкую актрису на Bambi 2014 за роль Гизелы Верлер в Banklady[13]
- 2014: Insigne де Cristal — де — ла — Meilleure Actrice награду за лучшую женскую роль на Международном фестивале du Film Policier de Liège в Lüttich за ведущую роль в Banklady[14]